# 晚摘酒

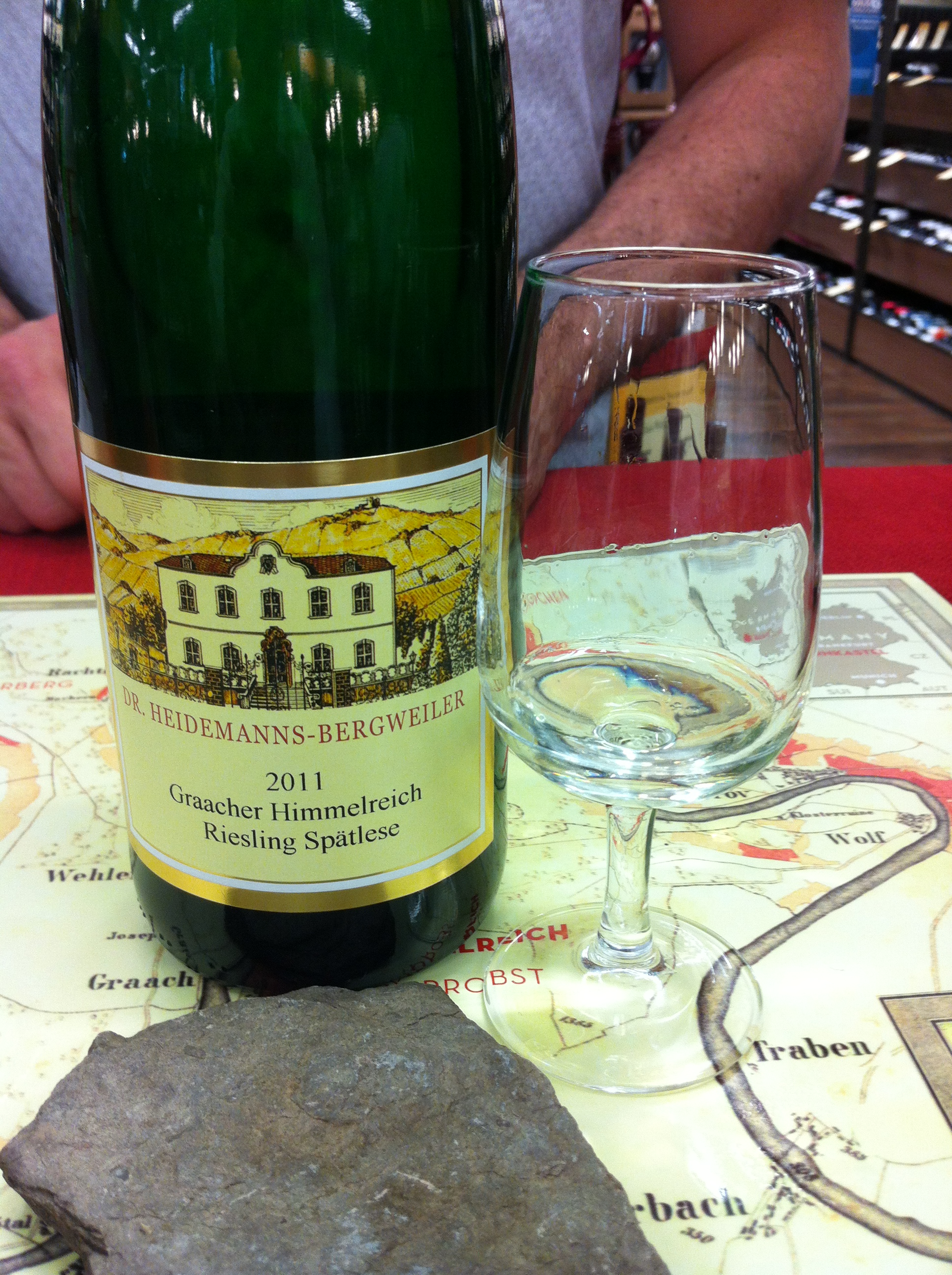
摩澤爾區(Mosel)出產的晚收酒。

Spätlese (直譯為「晚收」；德語眾數為Spätlesen)為一德國 
，專指以完全熟透的葡萄所釀的酒，是晚收酒中酒體最輕的種類。晚收酒為德國酒分類的優質酒分級(Prädikatswein)中比珍藏級(Kabinett)果實更成熟的分類； 同時是奧地利優質酒分級中的最低一級,，因為當地珍藏級酒另有不同分類方法。 不過就果實成熟程度而言，兩者都在精選級(Auslese)以下。晚收葡萄是於正常收成期最少七天後採摘，所以果實會更熟及有較高糖分。由於需等待採收，有可能會因天雨而使果實遭受損毀。但如遇上和暖的年份，良田大多數的收成都可達晚收級水平。
晚收酒可以是甜酒或乾酒；是因為晚收葡萄的熟成程度特別適合使用麗絲玲, 白皮諾及灰皮諾等品種釀製乾白酒，而精選級葡萄則有可能因酒精濃度過高而令釀造的乾白酒平衡欠佳，故會保留殘餘糖分令大部分人都會覺得易於入口。但是，大部分德國酒傳統上都是乾酒，而糖分並不是令酒口味平衡的唯一因素。乾德國酒口味亦可以平衡得很好，而且相對有較高糖分的酒，乾酒通常獲德國酒評人給予較高分數。 
很多晚收酒都適合陳年，特別是由麗絲玲釀造的酒更適合。

## 特性

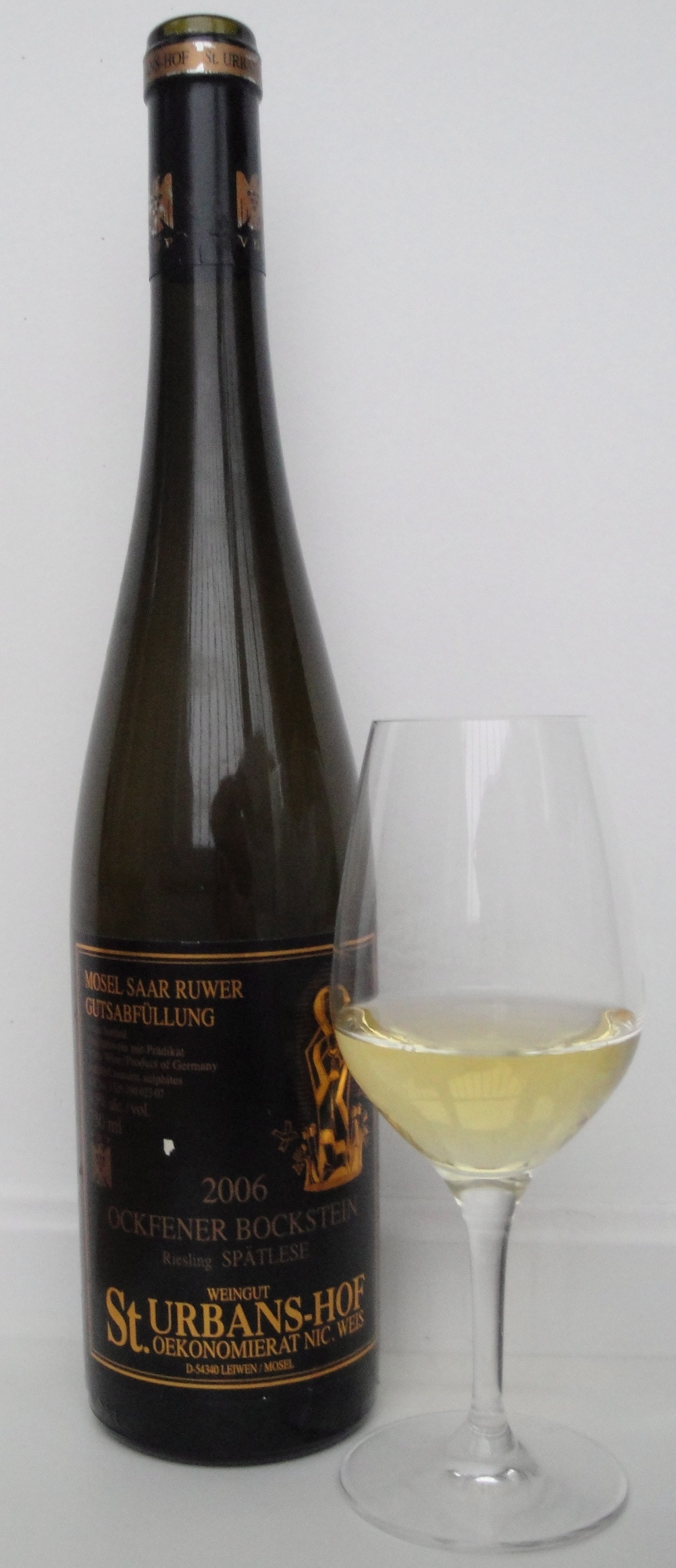
摩澤爾區出產的麗絲玲晚收酒。

- 比珍藏級有更強濃度及強度
- 帶有可以掩蓋任何甜味的高酸度
- 有豐滿而濃烈的味道
- 通常會嘗到蘋果、梨及忍冬花的味道
- 優雅的香氣及容易聞到的果香

## 要求
晚收酒最低的葡萄汁重量要求如下：
- 德國酒中，76 至90予思勒度數(degrees  Oechsle,°Oe )，據產區及葡萄種類[3]而定。
- 奧地利酒中，19 度KMW[2]，相等於95度予思勒度數。[4]

兩國葡萄酒法均規定製作過程不可使用加糖法。而很多生產者，特別是頂尖的生產者，經常產出超過最低標準的優良酒品。

## 歷史

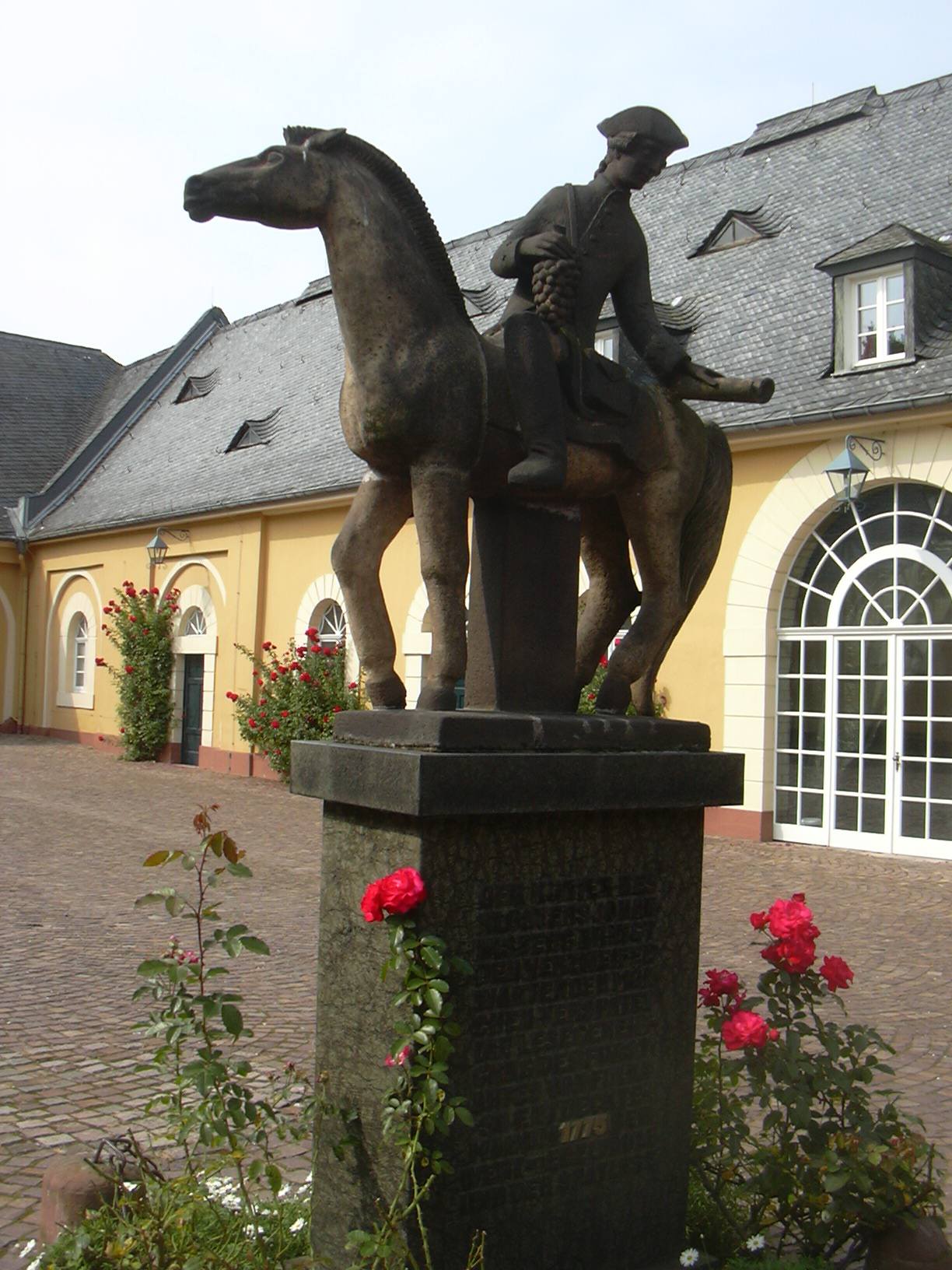
約翰尼斯山堡庭園中晚收酒驛差雕像

### 約翰尼斯山堡的晚收酒驛差
傳說中，晚收酒起源於1775年萊茵高的酒莊約翰尼斯山堡，並只是個小小的巧合。自1718年起，在弗爾達 (Fulda)采邑主教 (Prince-Bishop)的公文批准下，開始於約翰尼斯山採摘葡萄，並以Herbstkurier ，直譯為秋季信使的形式運送葡萄去釀酒。1775年因為某些原因，自弗爾達教會差派的信使行程遲了14天。根據部分傳說，教會信使在執行公務帶回葡萄收成的途中回程時被賊人搶劫。在他平安抵達教會時，葡萄上的貴腐菌感染已經開始了。雖然大家對發霉的葡萄不寄予任何厚望，但仍然繼續用那批葡萄釀酒。出乎意料地，那批酒不但沒失敗，反而變得味道極佳。此後，約翰尼斯山堡開始主動生產受貴腐菌影響的晚收葡萄酒Spätlese。而那位行程延誤的信使，就獲大家稱為Spätlesereiter (Spätlese rider) ，即晚收酒驛差。
美國第三任總統湯瑪斯傑佛遜於1778年品嘗過由朋友贈送他的一瓶晚收酒後讚不絕口，故建議他在歐洲的朋友前往萊茵高地區品嘗，並帶一箱佳釀返回美國。

### 此外的優質酒分級
用來形容不同分級晚收酒的專有名詞，根據葡萄的選擇，由1787引入逐串精選(Auslese)一詞開始，其他分級在其後日漸引入。以上發展的關鍵是源自按熟成程度及貴腐菌感染而選擇葡萄串，從而同一酒莊亦可生產不同類型的葡萄酒。
因此，一開始晚收酒指任何種類的晚收酒，但由1775起晚收酒則指使用受貴腐霉影響而不宜食用的葡萄所釀，甜度非常高的酒。但這種酒並不等於現代的晚收酒，根據使用的葡萄類型，只用這類葡萄釀成的酒今日會冠以現代專有名詞逐粒精選酒(Beerenauslese)；若是同一串葡萄中既混有貴腐葡萄，又有健康的普通葡萄，所釀出來的酒將會在逐串精選酒屬上佳之品。

### 後期歷史
自1971年起，德國葡萄酒法中的晚收優質酒分級開始沿用現時的標準。第二次世界大戰後早期，多年來作為德國標誌的半甜的葡萄酒產量越來越多，原因是源自引入停止酒精發酵過程及使用未發酵的甜葡萄汁 (Süßreserve)的新方法，令生產半甜葡萄酒難度減低。不同於全甜酒，晚收酒釀造過程中禁止使用加糖法，故可稱為半甜葡萄酒中的上品。

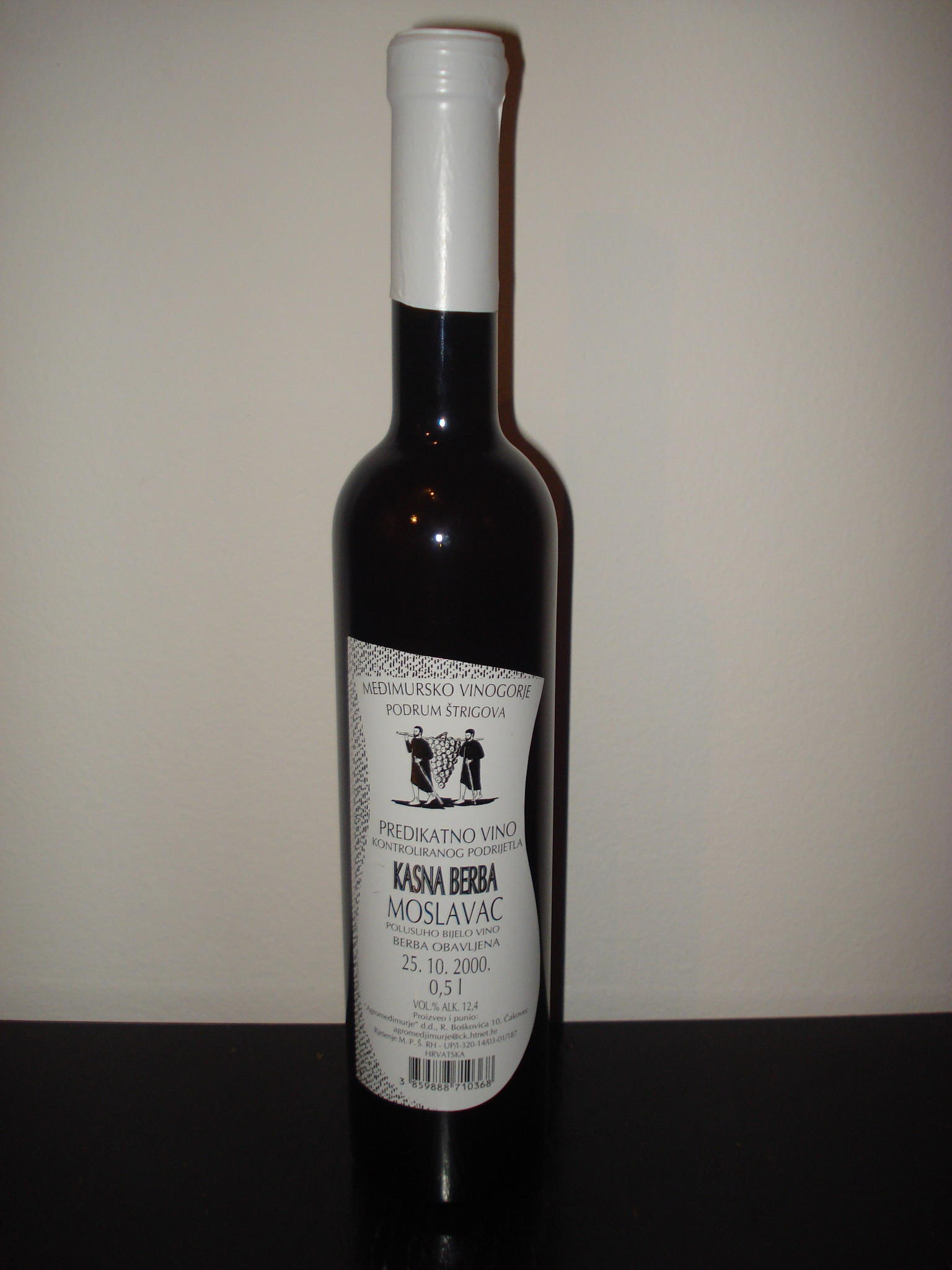
產自北克羅地亞梅吉穆列(Međimurje)縣 的莫斯拉法(Moslavac)葡萄晚收酒

自1980年代起，90年代開始趨勢更明顯，就是德國國內開始生產越來越多的乾性酒。故此，「晚收乾性酒」的名稱在很多酒莊都用來代表其優質乾性酒。時至2000年代早期，新名稱特級酒 (Großes Gewächs)及一級酒 (Erstes Gewächs)越來越普遍，故此晚收乾性酒就變成指第二好的乾性葡萄酒的專有名詞。
而奧地利在經歷過1985年有酒商於酒內加入二甘醇(diethylene glycol)增加甜度的醜聞後，釀酒人大多捨棄了釀造半甜酒，改為集中釀製乾性酒，故晚收酒產量遠比德國少。